# Dobrzany (gemeente)
De gemeente Dobrzany is een gemeente in powiat Stargardzki. Aangrenzende gemeenten:
- Chociwel, Ińsko, Marianowo en Suchań (powiat Stargardzki)
- Recz (powiat Choszczeński)
- Drawsko Pomorskie (powiat Drawski)

Zetel van de gemeente is in de stad Dobrzany.
De gemeente beslaat 8,9% van de totale oppervlakte van de powiat.

## Demografie
Stand op 30 juni 2004:
| Omschrijving                   | Totaal | Totaal | Vrouwen | Vrouwen | Mannen | Mannen |
| ------------------------------ | ------ | ------ | ------- | ------- | ------ | ------ |
| eenheid                        | aantal | %      | aantal  | %       | aantal | %      |
| inwoners                       | 5134   | 100    | 2545    | 49,6    | 2589   | 50,4   |
| bevolkingsdichtheid (inw./km²) | 38     | 38     | 18,8    | 18,8    | 19,2   | 19,2   |

De gemeente heeft 4,3% van het aantal inwoners van de powiat. In 2002 bedroeg het gemiddelde inkomen per inwoner 1427,64 zł.

## Plaatsen
- Dobrzany (Duits Jakobshagen, stad sinds 1336)

Administratieve plaatsen (sołectwo) van de gemeente Dobrzany:
- Biała, Błotno, Bytowo, Dolice, Kępno, Kozy, Krzemień, Lutkowo, Mosina, Odargowo, Ognica, Sierakowo en Szadzko.

Zonder de status sołectwo : Grabnica, Kielno, Okole